# Lóretekfa
A lóretekfa (Moringa oleifera), más néven tormafa a Moringa nemzetség legkedveltebb faja. Gyorsan nő, ellenáll a szárazságnak és eredetileg Dél-Ázsia trópusi és szubtrópusi területein őshonos. Főképp zsenge magtokjai és levelei miatt termesztik, melyeket gyógynövényként is felhasználnak. Agresszív inváziós fajnak számít. A növényt természetes takarmánykiegészítőként  felhasználják a baromfitenyésztésben a takarmányozás során használt antibiotikumok helyett. Különféle hatóanyagainak köszönhetően sok tanulmányban "csodafának" vagy "hosszú életű fának" is nevezik, a fa minden részét felhasználják a gyógyászatban, de használják víztisztításra és  élelmiszerként is.